# Податливе кріплення

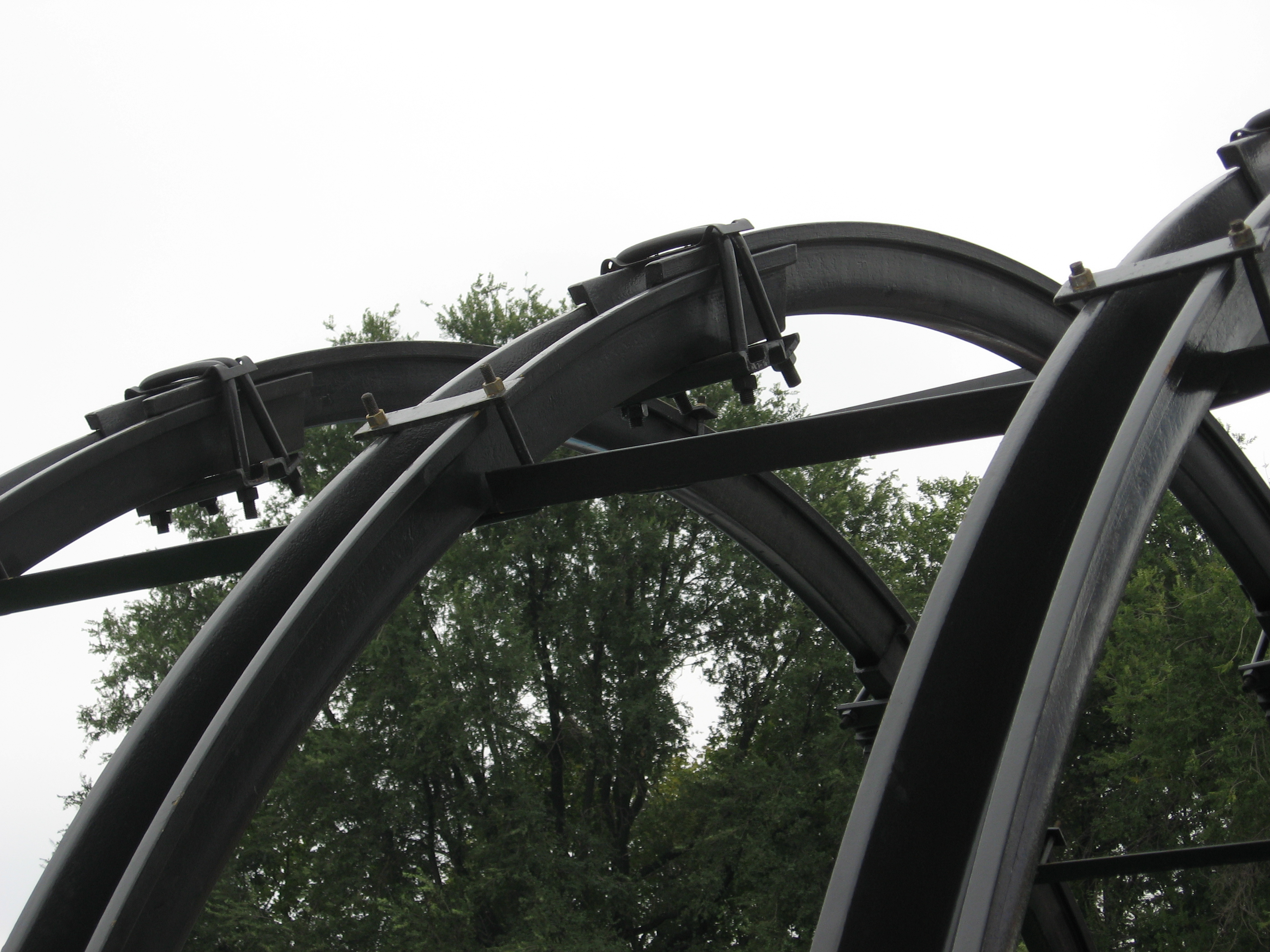
З'єднання рам податливого кріплення та їх елементів

Податливе кріплення (англ. yielding support) — гірниче кріплення, що має конструктивні елементи (вузли) податливості, які дозволяють зберігати тримкість кріплення при значних змінах його розмірів внаслідок зміщення порід на контурі виробки. Податливе кріплення застосовують у виробках середньої стійкості і нестійких.

## Основні параметри
Основні технологічні параметри податливого кріплення — гранична податливість, або гранична просадка (для найпоширеніших конструкцій 300—400 мм) та робочій опір (150—200 кН). Перший параметр рівнозначний податливості, перевищення якої може призвести до руйнування кріплення з втратою тримкості або до недопустимого зменшення площі перетину виробки; другий — реакції опору зміщенню порід всередину виробки. Згідно з цим параметром розрізняють кріплення наростаючого і постійного опору. Важливою умовою ефективної роботи податливого кріплення є збіг напрямків максимальних зміщень порід та податливості рами.

### Податливість кріплення
Податливість кріплення — спроможність кріплення під дією тиску гірських порід зменшувати свої основні розміри (висота стояка, костра, довжина верхняка, висота та ширина арки тощо) при збереженні тримкості та працездатності. Величина цього зменшення в період податливості називається величиною податливості кріплення. Податливість досягається за рахунок проковзування зі значним тертям одного елемента кріплення відносно іншого (взаємне зміщення сегментів, стягнутих з'єднуючими хомутами металевого арочного кріплення зі спецпрофілю, поступове зминання нижніх послаблених кінців прямокутних піддатливих залізобетонних стояків, опускання з тертям у клиновому замку висувної частини стояків тертя, опускання висувної частини гідравлічних стояків під час спрацьовування запобіжного клапана, зминання загострених кінців дерев'яних стояків, дерев'яних прокладок, клинів та ін.).